# Ophiuros exaltatus
Espèce
Ophiuros exaltatus est une espèce de plantes monocotylédones vivaces de la famille des Poaceae (graminées), sous-famille des Bambusoideae, originaire des régions tropicales d'Asie.

## Taxonomie

### Synonymes
Selon Catalogue of Life :
- Aegilops exaltata L.
- Mnesithea exaltata (L.) Skeels
- Ophiuros corymbosus (L.f.) C.F.Gaertn.
- Ophiuros tongcalingii (Elmer) Henrard
- Rottboellia corymbosa L.f.
- Rottboellia exaltata (L.) L.f.
- Rottboellia punctata Retz.
- Rottboellia tongcalingii Elmer

## Distribution
L'aire de répartition d' Ophiuros exaltatus s'étend en Asie tropicale et subtropicale ainsi qu'en Australasie.
On trouve cette espèce notamment en Chine  (régions du centre et du sud-est, y compris Hainan), dans le sous-continent indien (Inde, Népal, Pakistan, Sri Lanka), dans la péninsule indochinoise (Laos, Myanmar, Thaïlande, Vietnam), en Malaisie, aux Philippines, en Nouvelle-Guinée et en Australie (Territoires du Nord, Queensland et Australie occidentale).